# Berend Jager
Berend Jager (Zandeweer, 4 januari 1884 - Groningen, 22 november 1945), vaak B. Jager genoemd, was een Nederlandse architect, die vooral werkzaam was in de provincie Groningen.

## Leven en werk
Berend Jager was een zoon van de grofsmid Sibolt Jager en van Geeske van den Berg, een vroedvrouw. Hij was bouwkundig opzichter van de gemeente Kantens en van 1917 tot 1923 gemeenteopzichter van Uithuizen. In 1921 werd hij tevens opzichter van de gemeente Usquert. Op verzoek van het gemeentebestuur van Usquert maakte hij in 1927 een plan voor een nieuw raadhuis. Zijn schetsen vielen echter blijkbaar niet in goede aarde, want in plaats daarvan werd de opdracht voor het ontwerp van het gemeentehuis gegund aan "Nederlands grootsten bouwmeester van den tegenwoordigen tijd", de architect H.P. Berlage (1856–1934). Als uitvoerend architect begeleidde Jager tussen 1928 en 1930 de bouw van het pand.
Jager was ook actief in het lokale verenigingsleven van Uithuizen, onder meer als penningmeester van de VVV. Daarnaast was hij de plaatselijke verzekeringsagent voor het Amsterdamse Algemeen Onderling Waarborg Genootschap Renovatum. Hij is in het najaar van 1945 op 61-jarige leeftijd te Groningen overleden.
In zijn werk liet Jager zich veelal inspireren door de stijl van de Amsterdamse School. De meeste door hem ontworpen panden staan op het Hogeland, waar onder andere kerkgebouwen, boerderijen, winkels en vooral woningen van zijn hand zijn te vinden. Een aantal daarvan is aangewezen als rijksmonument.

## Werken (selectie)

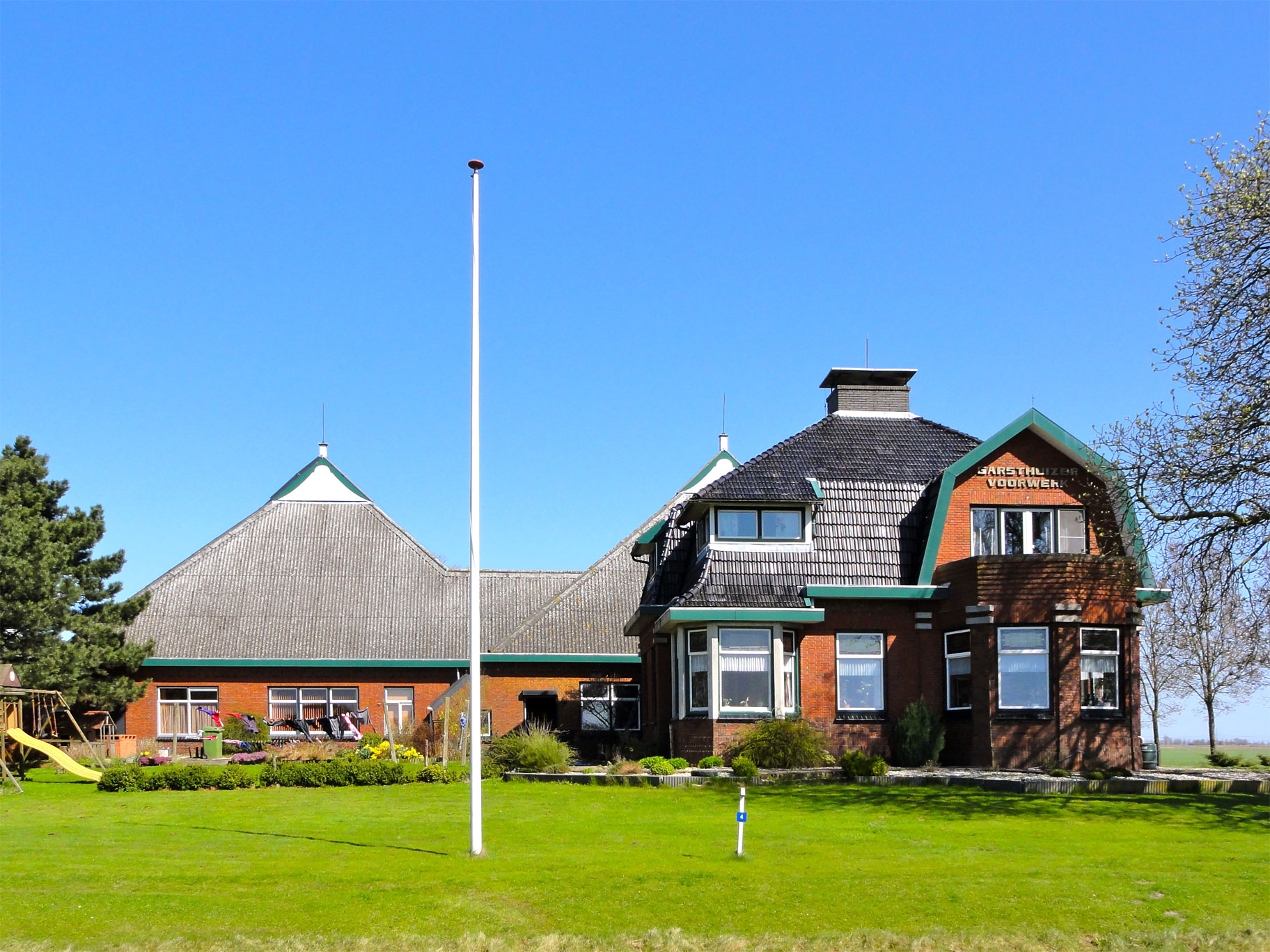
Boerderij Garsthuizervoorwerk, Dijkumerweg 4

- 1925: Villaboerderij Lindenhof, Spijk[1]
- 1926-1927: Rentenierswoning aan de Zwarteweg, Spijk[2]
- 1927: Winkelwoonhuis aan de Hoofdstraat Oost, Usquert[3]
- 1929: Woonhuis aan de Emmastraat, Baflo[4]
- 1929: Woonhuizen aan de Mennonietenkerkstraat, Uithuizen[5]
- 1929: Woonhuis aan de Mennonietenkerkstraat, Uithuizen[6]
- 1929: Boerderij in Garsthuizervoorwerk (Dijkumerweg 4)[7]
- 1932: Gereformeerde kerk met kosterswoning, Kantens[8]
- 1933 (ca.): Woonhuizen aan de Borgweg, Uithuizen[9]
- 1934: Woonblok aan de Borgstraat, Uithuizen[10]
- 1936-1937: Woningen aan de Borgweg, Uithuizen[11]